# Howard Benson
Howard Benson  (født 1956) er en amerikansk producer inden for musikbranchen. Han har bl.a. ageret producer for bandet Papa Roach.